# Carolina Casanova de Cepeda
Carolina Casanova de Cepeda, {nota a} o Carolina Cepeda {nota b} (Ferrol, 10 de gener, 1847 - 1910), va ser una soprano gallega, considerada una de les millors sopranos espanyoles de la segona meitat del segle xix.
Va ser una de les primeres sopranos espanyoles en assolir renom a Europa, més tard va treballar com a professora al Conservatori de Madrid. Va actuar diverses temporades al Gran Teatre del Liceu de Barcelona i la temporada 1881-1882 va formar part de la companyia lírica italina en el mateix teatre com a Prima donna assoluta soprano drammatica.

## Carrera
Primers anys i formació
María Carolina Casanova Rodríguez va néixer el al barri d'Esteiro, Ferrol, {nota c} sent la quarta filla del matrimoni de Rosa Rodríguez da Vega i Luis Casanova Pérez, un home la professió del qual és desconegut exactament, hi ha diferents versions, la més probable és que fos un carrabiner d'Hisenda, un organisme creat per vigilar la costa i lluitar contra el frau i el contraban. Pels registres de 1840 a 1853 se sap que en la seva infantesa va residir al carrer San Nicolao i no al carrer San Carlos, com indiquen alguns documents. També es dedueix dels registres de Ferrol que el seu pare estava destinat a altres ciutats, i gràcies a ells podem conèixer la data aproximada de la seva mort, ja que l'any 1852 consta que la seva mare era vídua. {nota d} Poc se sap d'ella o de la seva família fins a l'adolescència, només que van haver de marxar de Ferrol cap a l'any 1853, ja que aquell any la família no consta al registre de la ciutat, possiblement perquè es van traslladar a casa d'una de les seves germanes.

No se sap res de la formació musical de Carolina Casanova fins a la seva adolescència, quan va estudiar solfex amb el mestre Francisco Piñeiro, músic superior del Departament de Marina de Ferrol i director del Teatre Filharmònic. Va ser precisament en aquest teatre on la soprano de Ferrolá va debutar l'any 1863, quan només tenia 16 anys. Aquest debut va succeir per casualitat, ja que Piñeiro necessitava cobrir l'absència del seu primer tiple i es va presentar a la noia, que en aquell moment ja tenia fama de tenir bona veu tot i que mai havia cantat en públic. Després de l'èxit d'aquesta funció, el mateix Piñeiro li va lliurar dues de les corones que va rebre, dient:
| « | "Cada nit abans d'anar a dormir contemplaràs aquestes corones, que has rebut sense merèixer-les; tens prou talents per aconseguir-los algun dia ben merescuts. Ànim i constància. | » |

A través de la mediació del mateix Piñeiro, que ja vetllava pel futur musical de la noia, va aconseguir un paper de soprano en una companyia d'òpera que va visitar la ciutat, dirigida per Macucci, que va acceptar incorporar-la a la seva companyia i la va agafar sota el seu càrrec. protecció i la de la seva dona. Uns mesos més tard va aparèixer amb aquesta mateixa companyia al Teatre de la Sarsuela, on va començar a destacar en aquest gènere. Julián Gayarre, que aleshores era molt jove, treballava com a corista al teatre de Madrid, {nota e} i possiblement també va ser en aquest teatre on la soprano va conèixer el que seria el seu marit, Luis Rodríguez Cepeda, compositor. i director d'orquestres i cors, que pràcticament va duplicar l'edat de la soprano ferrolana.
Tot i que es desconeix la data exacta en què es van casar, a l'exemplar de desembre de 1866 de la Revista de Bellas Artes Carolina ja apareix citada com a "Sra. Cepeda" quan apareix citada com a tiple contractat per a la companyia d'òpera de Palma. Carolina Casanova va continuar la seva formació a Roma, on va estudiar art dramàtic, i a París, on va estudiar solfex i cant, amb la família residint durant diverses temporades a Auteuil, prop de París. Va ser precisament a la capital francesa on va néixer el primer fill de la parella, Luis, el 21 d'abril de 1869.

## Primeres gires
Després d'un aplaudit debut professional a Palma va ser contractada pel Teatre Principal de València. D'aquesta notícia s'ha fet ressò la revista madrilenya La Escena, que apunta que el teatre valencià havia reunit "una plantilla, tant per a funcions ordinàries com extraordinàries, com no han tingut mai a València". Carolina Casanova va ser una de les quatre dones principals que tenia el teatre, que també tenia tres tenors, dos barítons, dos baixos i set parts secundàries. A València va cantar, entre altres obres, Un ballo in maschera de Giuseppe Verdi i Robert le diable de Giacomo Meyerbeer, abans d'anar amb el seu marit als banys de Caldes d'Estrac. Aquell mateix any va tenir el seu primer contacte amb el Gran Teatre del Liceu participant en un concert amb alumnes del professor Marià Obiols.
Aviat el matrimoni va començar una llarga gira per Amèrica Llatina i el nord d'Europa. Després de recórrer els principals teatres d'Amèrica, amb gran èxit a Costa Rica, l'any 1869, on el públic la va acompanyar a la seva residència fent-li una gran ovació, la soprano de Ferrol va actuar amb èxit a la ciutat sueca de Göteborg, tal com assenyala el diari La Iberia en la seva edició del 26 d'octubre de 1869 i uns mesos més tard, l'abril de 1870, un altre diari madrileny, La Época, assenyalava els elogis que havia rebut a París una Carolina Casanova acabada d'arribar de Brasil, si és probable que el matrimoni ja va restar un temps a Europa. Aquell mateix any també es fa referència a una estada a Itàlia, cantant a Il Trovatore a Avellino de Verdi.
Durant aquestes primeres gires, la soprano gallega va actuar, a més de Suècia i Brasil, a Dinamarca, Perú, Xile, Argentina o Uruguai, en teatres llatinoamericans destacats com el Teatro Imperial do Brasil, el Teatro Principal de Lima, o el Teatro Solís a Montevideo Va ser precisament en aquest darrer teatre on Carolina Casanova va deixar una empremta especial, per la qual cosa seria recordada fins i tot després de dècades del seu pas als escenaris de Montevideo amb nostàlgia per la premsa musical de la ciutat com el diari Montevideo Musical. Al Teatre Solís va estar una llarga temporada, almenys entre abril i setembre de 1872, i on va cantar Il barbiere di Siviglia de Rossini, La traviata, Rigoletto i Un ballo in maschera de Verdi, Norma i La sonnambula de Bellini, i Linda di Chamounix i Poliuto de Donizetti. També hi ha constància de l'arribada de Carolina Casanova al Perú, on va debutar amb èxit cantant La traviata de Verdi el maig de 1871, i més tard es va incorporar a la companyia italiana d'òpera juntament amb la soprano Adelina Patti, amb qui va conèixer anys més tard al Covent Garden. {nota f}
En aquesta època de gires, també va néixer la segona filla de Carolina Casanova, Lluïsa, el 4 de juny de 1870 a Madrid.

## Debut al Teatre Real
A principis de 1873 la soprano va tornar a Espanya. El febrer d'aquell any, el diari madrileny La Correspondencia de España informa de l'arribada de Carolina Casanova, juntament amb el seu marit, a Madrid, destacant l'èxit assolit a l'estranger com a part de les empreses italianes amb les quals treballava, i mostra l'interès de el públic madrileny en ferrolà soprano:
| « | "El desig intel·ligent que la companyia de la nostra Òpera els proporcioni el plaer d'escoltar a un artista tan celebrat, segons la premsa estrangera i nord-americana". | » |

Cal destacar que ja en aquest moment apareix primer el nom de Carolina Casanova, la qual cosa implicaria que ja era més coneguda que el seu marit. Uns mesos més tard, el 27 d'abril d'aquell mateix any, el mateix diari es refereix a Carolina Casanova com a prima donna del Teatre de l'Òpera.
Aquell mateix any, quan s'acabava la temporada del National Opera Theatre, {nota g} va ser contractada pel Robles per actuar en aquest teatre. Va debutar el 12 de març amb Norma, de Vincenzo Bellini, repetint els dies 13 i 18 d'aquell mateix mes. També va participar en les representacions de La traviata de Giuseppe Verdi els dies 23 i 25, així com en l'estrena de l'òpera Ruy Blas de Filippo Marchetti el 29, repetint també el 30 de març i l'1 i 2 d'abril.

La premsa de la capital d'Espanya es va mostrar dividida pel que fa al debut de la cantant de Ferrol. Mentre diaris com Galicia Moderna, La Iberia i La Época es fan ressò del triomf a l'escenari madrileny, aquest últim apunta que després de la interpretació de l'ària "Casta Diva" l'escenari es va interpretar dues vegades, altres crítics de la premsa de l'època, al contrari, no van ser tan positius: la Crónica da opera Italiana de Luis Carmena y Millán va qualificar les interpretacions de Carolina Casanova de "mal èxit", encara que la crítica més dura va ser publicada a La Moda elegante del Marqués de Valle-Alegre:
| « | ...sembla que la bella artista va emocionar els xilens i els peruans... però nosaltres, que hem escoltat Lagrange, Penco, Gazzaniga i Ferni en el paper de la sacerdotessa druida, no vam poder assolir el grau d'exaltació d'aquells pobles, que van fer serenates i van fer triomfar la diva... Cepeda podrà ocupar una posició honorífica a l'Òpera, però no la principal..." | » |

Sigui com sigui, la soprano no va tornar a cantar al Teatre Real fins a l'any 1885, també en la representació de Norma, precedida d'una prestigiosa carrera internacional. Més tard aquell any va marxar a Itàlia, no sense haver actuat abans al Teatre Jovellanos i al Conservatori de Madrid.

## Èxit internacional
Se sap que el setembre de 1873, Carolina Casanova es trobava a Itàlia, on va tenir una càlida acollida en el seu debut al "Teatre Dal Verme" de Milà. El 8 de novembre va interpretar el paper de Porzia a l'estrena de l'òpera Il mercante di Venezia de Ciro Pinsuti al Teatre Comunale de Bolonya, escenari al qual va tornar poc temps després, el 5 de desembre d'aquell mateix any, el mateix any. El gener de l'any següent va participar en les representacions dIl re Manfredi d'Achille Montuoro i Un ballo in maschera de Giuseppe Verdi.
En aquests anys també és conegut per la seva presència al Teatre Imperial de Varsòvia durant almenys dues temporades, en les quals va estrenar Aïda en el paper principal.
L'any 1876 la soprano de Ferrol va ser contractada per cantar la Missa de Rèquiem de Verdi al Teatro Regio de Parma en un acte en què el compositor va rebre la medalla d'or per la composició. L'obra va ser dirigida pel director d'orquestra italià Franco Faccio i el concert va comptar amb la presència del futur rei d'Itàlia, Humbert I juntament amb la seva dona, la princesa Margarida de Savoia.
Aquell mateix any, de tornada a Espanya, Carolina Casanova va debutar al Gran Teatre del Liceu de Barcelona. La soprano ja havia cantat a la ciutat comtal l'any anterior al Teatre Circ. Va actuar al Liceu entre desembre de 1876 i març de 1877, destacant l'estrena al teatre barceloní de l'Aïda de Verdi juntament amb el tenor italià Francesco Tamagno el 25 de febrer de 1877, sis anys després de l'estrena mundial al Caire. {nota h} Tanmateix, va ser la seva segona temporada a Barcelona la que més va destacar, interpretant una molt apreciada Lucrezia Borgia al costat de Julián Gayarre. Paral·lelament, la soprano ferrolana actuava a Lisboa amb la companyia d'òpera Real Teatro. Al teatre de la capital portuguesa, va debutar amb La Juive{nota i} de Fromental Halévy, cantant també a Maria di Rohan de Donizetti, Faust de Gounod, Il trovatore, Ernani, Un ballo in maschera o Aïda de Verdi.

El 1878 va formar part de la Royal Italian Opera, la companyia dirigida per Frederick Gye, a la Royal Opera House de Londres. L'èxit d'aquesta primera temporada va fer que Carolina Casanova tornés a actuar al Covent Garden el 1879, alternant en aquesta segona temporada amb Adelina Patti, interpretant papers dramàtics a Les Huguenots de Meyerbeer i Robert le diable, Tannhäuser de Wagner, Lucrezia Borgia, Don Giovanni i de Donizetti. Les noces de Fígaro de Mozart i Norma de Vincenzo Bellini. La premsa londinenca de l'època destacava el tracte al públic, i com la soprano ferrolana va mantenir la seva posició a favor del públic, com "The Musical Times", que l'agost d'aquell any es referia a la cordialitat del públic durant tota la temporada. En aquestes dues temporades, la soprano de Ferrolana va compartir escenari amb el tenor navarrès Julián Gayarre, amb qui actuarà en nombroses ocasions al llarg de la seva carrera. La segona temporada de Londres va acabar amb Norma, sobre la qual Julio Enciso va escriure per al diari basc publicat a l'Havana "Ir-rac-bat", i que també va ser recollida per Galicia Moderna:
| « | ... va ser la corona artística que va acabar amb la glòria de Carolina Cepeda, guanyant-li el títol de celebritat segons l'opinió de la premsa i del públic." | » |

En aquesta mateixa època hi ha referències a la presència de Carolina Casanova a Rússia l'octubre de 1878, quan la Crònica Musical registra la seva participació en la companyia del Teatre Imperial de Sant Petersburg cantant Aida. La premsa espanyola de l'època es va fer ressò de l'èxit de la soprano Ferrolá a Rússia. El diari madrileny La Época, del 9 de gener de 1879, assenyala Ferrolá com un dels cosins germànics de la companyia i apunta que la soprano gallega és considerada per la premsa russa com un "artista de primer nivell", rebent cada nit "més de vint trucades a l'escena" i anticipa la presència a la temporada de primavera i estiu a Covent Garden. A més, Carolina Casanova va afegir el Don Giovanni de Mozart al seu repertori en aquesta etapa, i també va interpretar Marina i tres peces noves del compositor navarrès Emilio Arrieta a Londres i possiblement també a Sant Petersburg.
En els primers anys de la dècada de 1880, la premsa espanyola es va tornar a fer ressò de la presència de la soprano Ferrolana a Itàlia, on el diari madrileny Crónica de la música apunta que havia estat contractada l'any 1880 pel Teatre San Carlo de Nàpols per cantar a Aida i Lohengrin, cantant 26 vegades al teatre napolità, i recollint un èxit notable segons la premsa de l'època. L'any següent, Carolina Casanova va tornar a Milà, aquesta vegada per cantar al Teatro alla Scala, on va rebre una gran ovació després de la representació de La traviata, segons informava la premsa de l'època, que també va afirmar que va rebre una serenata. de l'orquestra del teatre i va ser acompanyada fins a la sortida del teatre per un nombrós públic, encara que no va ser fins a l'any 1887 quan va tornar al teatre de la capital llombarda. L'any 1930 El Correo Gallego va recordar una de les últimes representacions de la temporada de tardor l'11 de febrer de 1880 a Sant Petersburg, en la qual la soprano Ferrolana {nota j} va fer el paper principal a Lucrezia Borgia, rebent una gran ovació i cridada a la llotja dels tsars.
La temporada 1881-82 va formar part de la companyia italiana d'òpera que treballaria al Gran Teatre del Liceu en la primera part de la temporada com a Prima donna assoluta soprano drammatica. El Correo Gallego assenyalava en el seu número del 5 d'octubre de 1881 que la temporada d'hivern aportaria a la diva ferrolana una suma de 45.000 duros.
Carolina Casanova sembla que va tornar a Rússia l'any 1884, després de signar un contracte per cantar a Moscou després d'acabar la temporada al Liceu i per cantar a París Lucrezia Borgia en el doble debut juntament amb Julián Gayarre, que comptava entre els assistents de l'escriptor. Alexandre Dumas, i això va ser molt aplaudit. La diva ferrolana va viure moltes temporades a la capital francesa, sent contractada al seu teatre italià, i la premsa espanyola de l'època feia referència freqüent als seus viatges a París al final de les representacions o gires. La premsa espanyola de l'època també informa d'alguns fets curiosos sobre la vida de la soprano Ferrolá a París, com els recollits l'any 1889 per diaris com La Monarquía o La Correspondencia, que destaquen la seva presència en les trobades íntimes que la reina Isabel II oferia en el seu Palau parisenc, i en el qual, segons els mitjans de comunicació, Carolina Cepeda va ser aplaudida amb entusiasme per l'aristocràcia que assistia als seus salons, i especialment pel monarca espanyol. L'any 1884, el diari madrileny La Correspondencia de España constata la presència de Carolina Casanova i Gayarre a la Corunya, encara que es desconeix si van cantar a la ciutat d'Herculà. En aquesta època era habitual trobar a la premsa notes en què es registrava la presència de la soprano ferrolana a Vilaboa (Culleredo), lloc freqüentat per la burgesia i una certa aristocràcia per als retirs d'estiu, i on havia adquirit una casa on va passar temporades acompanyada de la seva família.

L'any 1886 va tornar a ser contractada per Covent Garden, i l'any següent La Correspondencia va informar que la soprano Ferrolana havia estat contractada per quarta vegada pel teatre de Londres, en el qual cantaria, entre altres títols, Semiramide, que va tornar a l'Imperial. Teatre de Sant Petersburg, inaugurant la temporada de tardor i carnaval amb l'òpera Norma. La interpretació li va valer un nou èxit i la crítica del Diario de San Petersburg fins i tot la va comparar en molts aspectes amb Giuditta Pasta, considerada aleshores la model Norma. El crític rus va declarar:
| « | "Digues la frase In mia mano al fin tu sei com millor del que puguis imaginar i en tot el final és en una sublimitat inigualable, tant en el sentiment d'aquelles belles frases, com en l'acció raonada i molt eficaç amb què acompanya. la situació dramàtica i la passió d'aquell moment terrible" | » |

La temporada 1887-88 va ser l'última en què Carolina Casanova va actuar al Liceu, coincidint amb l'Exposició Universal de 1888. Allà va tornar a ser la "millor" Valentina a Les Huguenots al maig, i al juny Lohengrin i finalment Lucrezia Borgia.

## Últims concerts i professora
Malgrat que Carolina Casanova encara estava en plenes facultats, a partir del 1889 va reduir la seva activitat concertística fins que cap al 1893 es va retirar dels escenaris. Mercedes Puyol apunta dos factors que podrien haver-la portat a retirar-se dels escenaris per començar a ensenyar, primer la mort de Julián Gayarre, i després la del seu marit.
La soprano ferrolana havia mantingut una fructífera relació professional amb el tenor Navarro, i possiblement també una amistat. Després de cantar junts a Bilbao, el desembre de 1889 Gayarre va emmalaltir i es va desmaiar a l'escenari del Teatre Real mentre cantava Les Pêcheurs de Perles de Bizet el 8 de desembre. Uns dies després, el 2 de gener de 1890, va morir a Madrid. Poc després que Gayarre caigués malalt, el seu marit va morir inesperadament el 15 de desembre. El març d'aquell mateix any, Carolina Casanova va sol·licitar una plaça per a ensenyar cant a l'Escola Nacional de Música i Declamació, ja que acabava de morir un dels seus professors, Giorgio Ronconi. La soprano va fer valer els seus mèrits i va escriure una carta adreçada a la directora general d'instrucció pública, possiblement la directora afirma que els al·legats mèrits són certs i afirma que la considera apta per ocupar la càtedra. Tanmateix, encara hauria d'esperar per obtenir una resposta del conservatori de Madrid.
Després dels tràgics fets, Carolina Casanova es va presentar a Santander per cantar l'òpera Los amantes de Teruel de Tomás Bretón a l'abril, abans de tornar a Madrid per a la temporada de tardor. A la capital d'Espanya, va tornar al Teatro da Zarzuela, que aleshores estava en procés d'avançar cap a l'òpera italiana després d'abandonar el petit gènere per les protestes mediàtiques, on va tornar a cantar Lucrezia Borgia amb gran èxit.

El 1891 va cantar Norma i Les Huguenots al Teatre Nacional "São João do Porto" i va participar en un concert benèfic a favor de les persones danyades per l'incendi de la Ribera de Curtidores al Teatre del "Príncipe Alfonso" de Madrid en presència de la família reial espanyola, i uns mesos més tard en un concert organitzat pel Conservatori, dirigit aleshores per Emilio Arrieta, per col·laborar en la reparació dels danys causats per les riuades a Toledo i Almeria. Va ser el 14 de juliol d'aquell mateix any que la soprano de Ferrol va rebre la resposta del Conservatori, sent nomenada interina i prenent possessió l'endemà. Carolina ha d'haver obtingut la seva plaça pels mèrits presentats i no per la superació d'un examen, com es dedueix d'un document oficial en el qual la frase practicava els exercicis amb nota de i en el seu lloc apareix manuscrita va ser nomenada per concurs. El diari barceloní La Dinastía es referia al seu nomenament en els termes següents:
| « | Carolina Casanova de Cepeda, la famosa dramaturga espanyola, va ser nomenada professora de cant a l'Escola Nacional de Música i Declamació. Considerem molt adequada aquesta nominació, que és una justa recompensa al talent indiscutible d'un eminent artista espanyola. Sens dubte, guanyarà molt de la docència en aquesta escola, amb una professor tan bona. | » |

No obstant això, el sou percebut només era de 2.000 pessetes anuals, dues terceres parts menys que la dotació de la càtedra. Carolina Casanova va decidir sol·licitar la càtedra en propietat l'any 1892 a partir del Reial Decret del 22 de gener d'aquell mateix any, sol·licitant també el suport del mateix Barbieri per a la "prontitud" de la seva petició. Finalment, l'11 de març va ser nomenada professora titular de la institució, fet que va suposar un notable augment dels seus ingressos, ja que el seu sou va passar a ser de 3.000 pessetes anuals, que es va incrementar en 500 pessetes per cadascun dels tres quinquennis en què va ocupar la cadira.
Cap a l'any 1895 Carolina Casanova es va casar per segona vegada, aquesta vegada amb un tenor tretze anys més jove que ella anomenat Miguel Campo Herbella i que havia nascut a la Rúa de Valdeorras, al municipi d'Ourense da Rúa, el 27 de desembre de 1860. Encara que hi ha certs paral·lelismes inversos entre la primera relació de Carolina amb Luis de Cepeda i la que va tenir amb Miguel Campo, no es pot dir que es va repetir, encara que eren igualment un mestre consagrat i una promesa d'art, la diferència d'edat no era tan gran, i Miguel no era tan jove ni tan talentós; de fet, no se sap res de la seva carrera abans del seu casament amb la soprano ferrolana ni després d'aquest, ja que va morir jove i Carolina va quedar vídua per segona vegada.

## Darrers anys i mort
No tenim massa informació sobre la seva vida després del seu segon matrimoni, hem de tornar a una carta dirigida al seu "cap i amic" Tomás Bretón el gener de 1910. En aquesta carta la soprano demana permís per donar classes a casa, ja que no pot pujar les escales a causa d'un atac de reumatisme, afegint: Prometo que ningú ho sabrà.
Carolina Casanova va morir el 8 de febrer de 1910 a Madrid, encara ensenyant cant al Conservatori. L'endemà de la seva mort, al Conservatori es va instal·lar una capella ardent perquè el professorat i els alumnes de la institució poguessin retre el seu darrer homenatge i s'incorporessin al seguici fúnebre dirigit per Tomás Bretón, malgrat que no hi havia classes per les festes de Carnaval. El diari madrileny La Correspondencia de España va publicar a la mort de la soprano de Ferrol que l'art espanyol, amb la mort de Carolina Cepeda, va patir una pèrdua irreparable.{nota k}
Va ser enterrada al Sacramental de San Justo, a Madrid, en un sepulcre senzill on només hi apareix el seu nom i data de naixement, acompanyat de les restes d'altres membres de la seva família. La seva tomba es troba a l'anomenat Pati de Santa Gertrudis, on també es troben els compositors Federico Chueca i Ruperto Chapí, així com Giorgio Ronconi, el qual havia substituït Carolina Casanova al conservatori.

## Característiques
Les descripcions del cant de Carolina Casanova es poden trobar a la premsa de la seva època. La constància, els talents musicals, la flexibilitat i extensió de la seva veu, així com les seves qualitats físiques i la seva presència van ser algunes de les característiques que van destacar en la veu de Carolina Casanova des dels inicis. L'any 1869 el diari La Iberia definia així el cant de la soprano Ferrolá:Plantilla:Itai després del seu debut al Teatre Real el diari La Época va destacar la seva «veu bella i poderosa i la seva bona figura», desitjant-li «un futur feliç».

En el seu temps, Carolina Casanova va ser comparada amb Giulia Grisi, una de les grans sopranos del segle xix, que va morir el 1869, en el moment en què la soprano ferrolana començava la seva carrera. Coincidint amb el seu debut a la capital britànica, el 13 de juliol de 1878, The New York Times es referia a Carolina Casanova de la següent manera:
| « | Una nova cantant va aparèixer a Londres, a la Royal Italian Opera, Mlle. Cepeda -en realitat una dama- que va assumir el difícil paper de Valentina a Les Huguenots. El seu talent ha estat comparat amb el de Grisi. Posseeix una bellesa poc comuna, una veu pura i educada i un instint dramàtic de primer ordre. | » |

La premsa italiana també va posar èmfasi tant en la seva veu com en les habilitats escèniques de Carolina Casanova, tal com va informar el diari "Sferza de Nàpols" el 1881:
| « | Des que puja a l'escenari, el públic entén que té davant d'un gran artista. La seva figura és imponent; el seu gest escultòric. Què passa amb la seva veu? Ja suau, ja dolç, ja vibrant i fort, segons la situació. | » |

Carolina Casanova també va ser comparada amb Giuditta Pasta, una altra de les grans sopranos del seu temps en una de les seves visites al Teatre Imperial de Sant Petersburg.

La soprano ferrolana també va ser descrita com una cantant completa per Enrique Sánchez Torres, que també destaca les seves interpretacions de Giacomo Meyerbeer, i l'any 1891 a "Nou músics clàssics i sis artistes espanyols" la va definir com una d'aquelles persones que:
| « | "omple el teatre...Tot d'ella era exuberant: la veu, la figura, l'art...és tan valenta que és capaç d'anar amb Stagno i Uetam a la fi del món...musical dramàtic...El seu "Salva Raúl" és una d'aquelles frases que sempre et fan recordar un artista... La Cepeda, tot i que sempre demostra que sap cantar, cal escoltar-la a les òperes de Meyerbeer..." | » |

## Repertori
Tot i que Carolina Casanova va interpretar principalment òpera italiana, el seu repertori també inclou òpera francesa, alemanya i espanyola. És possible que algunes de les òperes que va interpretar en un idioma diferent de l'italià fossin versions en aquesta llengua, ja que les fonts sovint esmenten aquestes òperes amb el títol en italià.{nota l} Entre les òperes que estaven en el repertori de la soprano ferrolà es troben: La sonnambula i Norma de Billini; Les Huguenots, Robert le diable (apareix com a Roberto il diavolo) i L'Africaine de Meyerbeer; La traviata, Aïda, Il trovatore, Ernani, Rigoletto i Un ballo in maschera de Verdi; Ruy Blas de Marchetti; Faust de Charles Gounod; Les noces de Fígaro i Don Giovanni de Mozart; Lohengrin i Tannhäuser de Wagner; Il barbiere di Siviglia i Semiramide de Rossini; Le duc d'Albe (apareix com a Il duca d'Alba), Maria di Rohan, Linda di Chamounix, Poliuto, Don Pasquale i Lucrezia Borgia de Donizetti; Il re Manfredi de Montuoro; La Juive (també apareix com a L'Ebrea) de Halévy; Mefistofele de Boito; o les òperes espanyoles de Tomás Bretón Guzmán el Bueno i Los amantes de Teruel.

## Homenatges

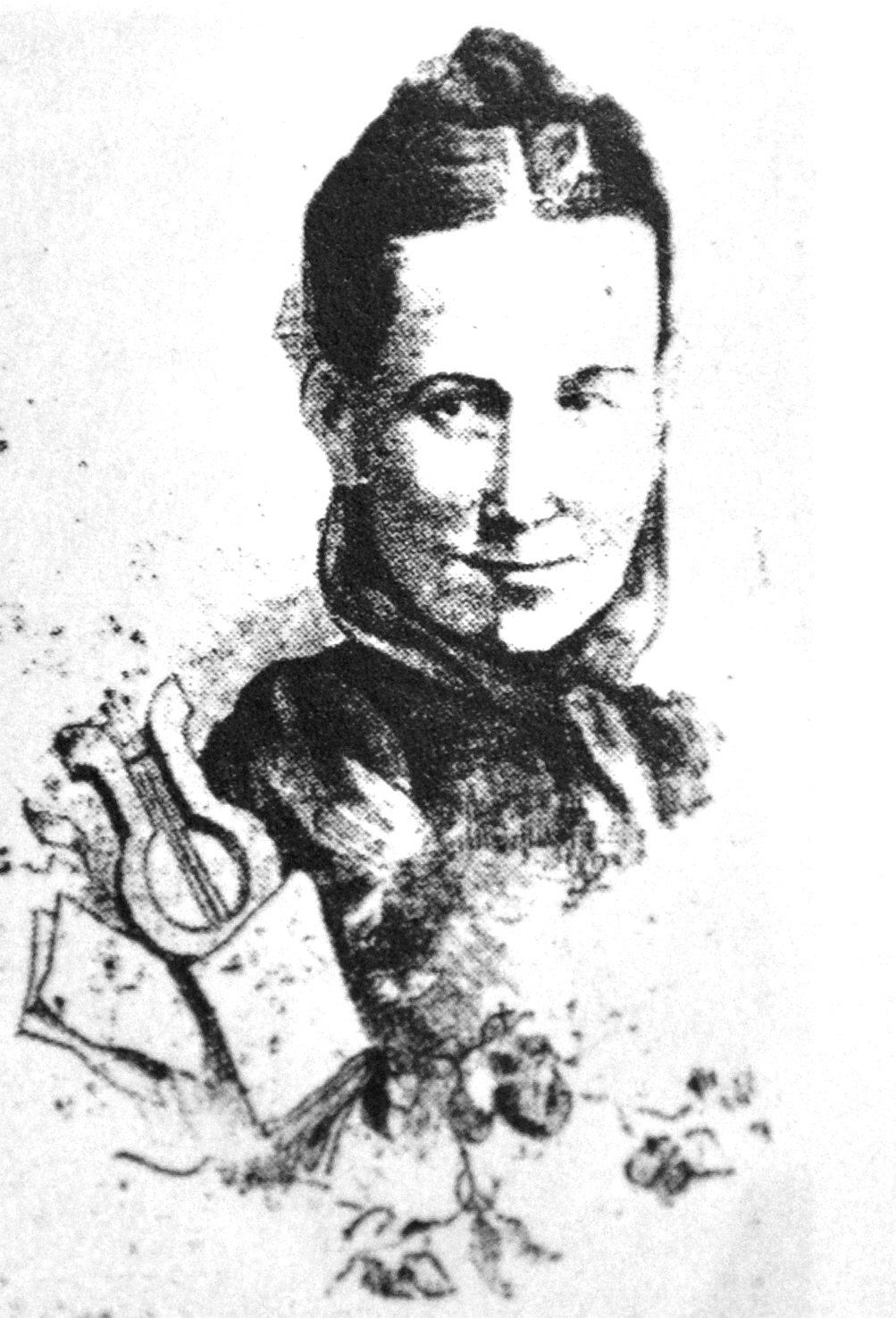
L'escriptora coruñesa Emilia Calé va dedicar un poema a la soprano de Ferrolana

Per la seva època, Carolina Casanova va rebre el reconeixement del públic als teatres on actuava. Hi ha homenatges escrits a la soprano ferrolà, com el que va escriure a Baía (Brasil) el 15 de juliol de 1868, durant les primeres gires que va fer per Amèrica Llatina, per l'escriptora, pintora i melòmana Joaquina Navarro de Cunha e Menezes, filla del coronel i baró de Rio Vermelho, que va dedicar a "la distingida prima donna... sublim intèrpret en el camí de la glòria".
L'escriptora coruñesa Emilia Calé, que seria la mare de la famosa pianista Emilia Quintero Calé, i que va mantenir una relació d'amistat amb la diva ferrolana, va dedicar un poema titulat "A la famosa diva Carolina Casanova de Cepeda", escrit l'any 1885. Aquest poema va ser escrit amb motiu d'una festa que la soprano va fer a la seva masia de Vilaboa (Culleredo), i en la qual la filla d'Emilia Calé va tocar unes peces al piano i la seva mare va llegir el poema, que es publicaria aquell mateix any, a "El Correo de la Mode" de Madrid.
L'any 1905 es va publicar un "mètode complet" de cant del Marqués de Altavilla, que també havia estat professor al Reial Conservatori de Madrid. En el mètode, a més del contingut purament teòric, l'autor dedica unes pàgines a les personalitats cantants més famoses de la seva època, entre les quals esmenta Carolina Casanova.{nota m}
Tanmateix, malgrat la seva trajectòria i el fet de ser famosa a la seva època, la figura de Carolina Casanova va caure en l'oblit tant al món de l'òpera com a la seva ciutat natal, i bona part de la seva vida i carrera professional segueixen sent desconegudes.